# Psychotria lepidocarpa
Psychotria lepidocarpa är en måreväxtart som beskrevs av Pieter Willem Korthals. Psychotria lepidocarpa ingår i släktet Psychotria och familjen måreväxter. Inga underarter finns listade i Catalogue of Life.